# Pseudopoda megalopora
Pseudopoda megalopora är en spindelart som beskrevs av Jäger 200. Pseudopoda megalopora ingår i släktet Pseudopoda och familjen jättekrabbspindlar.
Artens utbredningsområde är Myanmar. Inga underarter finns listade i Catalogue of Life.